# Stem (miasto)
Stem – miasto w Stanach Zjednoczonych, w stanie Karolina Północna, w hrabstwie Granville.